# Азербайджано-иорданские отношения
Азербайджано-иорданские отношения — двусторонние отношения между Азербайджаном и Иорданским Хашимитским Королевством в политической, социально-экономической, культурной и иных сферах.

## Дипломатические отношения
Королевство Иордания признало независимость Азербайджана 28 декабря 1991 года. Дипломатические отношения между Азербайджаном и Иорданией впервые установлены 13 февраля 1993 года.
Посольство Азербайджана в Аммане открыто 28 мая 2006 года. Посольство Иордании в Баку открыто 5 мая 2007 года.
В Милли Меджлисе действует рабочая группа по двусторонним межпарламентским связям. Руководителем группы является Анар Искендеров.
31 марта 2014 года в Палате представителей Иордании создана иордано-азербайджанская межпарламентская группа дружбы. Руководителем группы был избран депутат Хаземгашу. 15 июля 2014 года в верхней палате парламента королевства-Сенате учреждена иорданско-азербайджанская межпарламентская группа братства. Руководителем группы является Муфлих Ар-Рахими.

## Договорно-правовая база
Между Азербайджаном и Иорданией подписан 41 документ. Из них 24 межправительственных соглашения, в том числе:
- Соглашение об экономическом и техническом сотрудничестве (7 ноября 2006)
- Торговое соглашение (7 ноября 2006)
- Соглашение о сотрудничестве в сфере туризма (7 ноября 2006)
- Соглашение об экстрадиции (29 июля 2007)
- Соглашение об отмене двойного налогообложения и предотвращении уклонения от налогов на доходы и имущество (5 мая 2008)
- Соглашение о поощрении и взаимной защите инвестиций (5 мая 2008)

## В области экономики
По сравнению с 2009 годом в 2010 году взаимный товарооборот между странами увеличился на 38,5 %.
Осенью 2011 года состоялось первое заседание совместной комиссии по вопросу сотрудничества в области транспорта. В 2011 году была достигнута договорённость о начале сотрудничества в области высоких технологий. В 2012 году состоялось дебютное заседание совместной азербайджано-иорданской рабочей группы по сотрудничеству в сфере информационно-коммуникационных технологий.
В апреле 2022 года в Аммане состоялся иордано-азербайджанский экономический и инвестиционный форум с участием представителей Агентства Азербайджана по развитию малого и среднего бизнеса.

### Товарооборот (тыс. долл)
| Год  | Экспорт Азербайджана | Импорт Азербайджана | Сумма товарооборота |
| ---- | -------------------- | ------------------- | ------------------- |
| 2020 | 340,41               | 3 967,88            | 4 308,29            |
| 2021 | 621,36               | 2 802,22            | 3 423,58            |
| 2022 | 252,99               | 4 637,98            | 4 890,97            |
| 2023 | 628,43               | 7 113,96            | 7 742,39            |

## Военно-техническое сотрудничество
Осуществляется сотрудничество в военной сфере. В 2011 году началось совместное производство бронежилетов и касок.

## Туризм
В ходе официального визита короля Иордании Абдалла II ибн Хусейна в Азербайджан в декабре 2019 года, состоялась встреча президента AZAL Джахангира Аскерова c Чрезвычайным послом Иордании в Азербайджане Сами Асемом Гошехом. Достигнута договорённость об открытии прямого авиасообщения между двумя государствами. Осуществление первых полётов запланировано на май 2020 года.

## Международное сотрудничество
19 июня 2013 года руководством Совета Сената Иордании принята Резолюция по случаю 20-й годовщины Ходжалинского геноцида. Иордания оказывает поддержку Азербайджану в Карабахском конфликте.
На международной арене сотрудничество между странами осуществляется в рамках различных международных организаций: Совет Безопасности ООН, Организация Исламского Сотрудничества (ОИС).

## В области культуры
С конца ноября по начало декабря 2010 года в Иордании проходили Дни культуры Азербайджана.
В 2011 году в Иордании издана книга писателя Эльвиры Араслы «Иордания - любовь моя (записки супруги посла)». В 2012 году книга переведена на арабский язык.
20 декабря 2021 года в Аммане в рамках года Низами Гянджеви издана книга «Низами Гянджеви глазами арабских исследователей.
26 декабря 2021 года в Иорданском университете проведена конференция на тему: «Низами Гянджеви глазами арабских исследователей».
В марте 2024 года Музее Иордании в Аммане состоялась презентация книги «Карабахское ханство: историческая и культурная идентичность» на арабском языке.